# Valeri Fest
Valeri Fest (llatí: Gaius Calpetanus Rantius Quirinalis Valerius Festus)  (segle I - Roma, segle I dC) va ser un magistrat i militar romà del segle i. Formava part de la gens Valèria, una de les més antigues famílies de Roma, d'origen sabí.
Va ser legat a la província d'Àfrica l'any 69. Era un partidari actiu, encara que secret de Vespasià en la seva guerra contra l'emperador Aule Vitel·li. Va ser un dels cònsols sufectes l'any 71, segons diuen els Fasti.